# Конституция на Република Сръбска
Конституцията на Република Сръбска е основният закон на Република Сръбска, съставна част на Босна и Херцеговина.
Конституцията е приета от Народното събрание на Република Сръбска на 28 февруари 1992 г. и е променена след подписването на Дейтънското споразумение. Съдържа законовата рамка и принципите за територията и дефинира вътрешната организация на републиката, функцията на официалните институции и правата и свободите на гражданите си.

## История
Първата конституция е приета официално на 28 февруари 1992 г. под името „Конституция на Сръбската Република на Босна и Херцеговина“ (Устав Српске Републике Босне и Херцеговине / Ustav Srpske Republike Bosne i Hercegovine). Въведена е по време на периода на войната в Босна и Херцеговина и след подписването на Дейтънското споразумение променяна многократно, за да отговаря на споразумението и да не е в конфликт с конституционния съд на Босна и Херцеговина.

## Конституция
Конституцията се състои от 12 глави:
- I. Основни положения
- II. Човешки права и свободи
- III. Икономически и социални планове
- IV. Права и задължения
- V. Организация на Република Сръбска
- VI. Териториална организация
- VII. Защита
- VIII. Конституционност и законност
- IX. Конституционният съд
- X. Съдилища и обществени обвинения
- XI. Промени на конституцията
- XII. Заключителни разпоредби